# Gazeta Wileńska
Gazeta Wileńska – dziennik wydawany na Litwie w języku polskim w latach 1998–2000. 
Pismo powstało z inicjatywy Czesława Okińczyca, miało być konkurencją dla Kuriera Wileńskiego. Numer zerowy gazety ukazał się 24 grudnia 1998, kolejny – 31 grudnia, odtąd pismo wychodziło już codziennie. Stanowisko redaktora naczelnego objął Aleksander Radczenko. Pisywali do niego m.in. Lucyna Dowdo, Jacek J. Komar i Jerzy Surwiłło. W listopadzie 1999 na czele redakcji stanął Zbigniew Balcewicz. W lutym następnego roku Okińczyc sprzedał gazetę biznesmenowi Ryszardowi Litwinowiczowi, który przekształcił ją w tygodnik. Ostatecznej likwidacji pismo uległo w maju 2000, gdy ukazał się jego ostatni numer. 